# Hypostomus borellii
Hypostomus borellii är en fiskart som först beskrevs av Boulenger, 1897.  Hypostomus borellii ingår i släktet Hypostomus och familjen Loricariidae. Inga underarter finns listade i Catalogue of Life.